# Aitana Rodrigo
Aitana Rodrigo Rodríguez (Galdácano, 15 de marzo de 2000) es una deportista de España que compite en atletismo. Ganó una medalla de plata en el Campeonato Europeo de Atletismo Sub-23 de 2021, en la prueba de 4 × 100 m.